# 奥特地区马赖
奥特地区马赖（法語：Maraye-en-Othe，法語發音：[maʁɛ ɑ̃.n‿ɔt]），或纯音译作马赖昂诺特，是法国奥布省的一个市镇，属于特鲁瓦区。

## 地理
奥特地区马赖（48°9'50"N, 3°51'9"E）面积42.32 平方千米，位于法国大東部大區奥布省，该省份为法国中北部省份，北起马恩省，西接塞纳-马恩省，西南至约讷省，东南至科多尔省，东临上马恩省。
与奥特地区马赖接壤的市镇（或旧市镇、城区）包括：欧松、奥特地区贝尔瑟奈、谢讷日、欧-皮索、奥特地区诺让、奥特地区圣马尔、圣法勒、索姆瓦勒、沃沙西、沃农。
奥特地区马赖的时区为UTC+01:00、UTC+02:00（夏令时）。

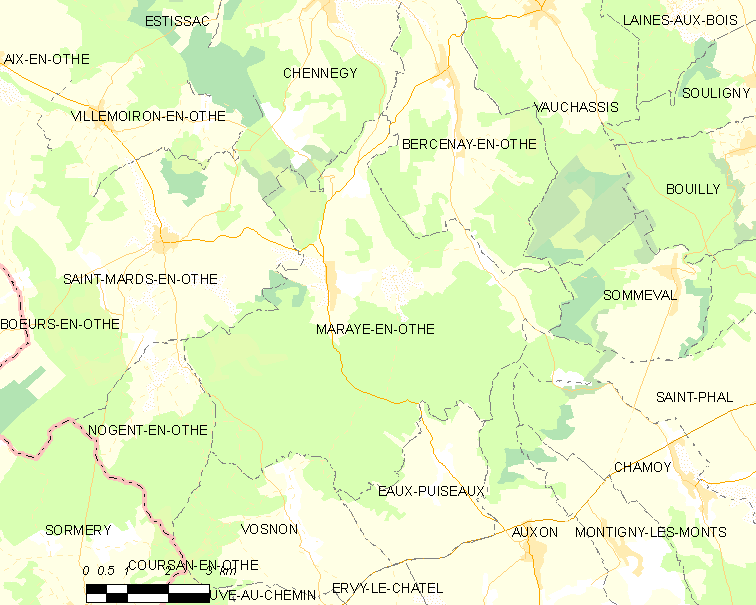
奥特地区马赖的OSM定位图

## 行政
奥特地区马赖的邮政编码为10160，INSEE市镇编码为10222。

## 政治
奥特地区马赖所属的省级选区为艾克斯-维勒莫尔-帕利斯县。

## 人口

1962-2008年间奥特地区马赖人口变化图示

奥特地区马赖于2022年1月1日时的人口数量为429人。